# Groß und klein
Groß und klein ist ein bekanntes Theaterstück von Botho Strauß, das am 8. Dezember 1978 an der West-Berliner Schaubühne am Halleschen Ufer unter der Regie von Peter Stein uraufgeführt wurde (Hauptrolle: Edith Clever). Von dieser Inszenierung entstand ein viereinhalbstündiger Film (Kamera: Michael Ballhaus), und wurde am 20. Juni 1980 durch den SFB und den Hessischen Rundfunk ausgestrahlt, die online archiviert wurde. Es wurden weitere Fernsehfassungen erstellt. 1995 in Portugal, auf 1 Stunde und 20 Minuten gekürzt, und 1998 eine polnische Fernsehfassung mit Teresa Budzisz-Krzyzanowska als Lotte in der Hauptrolle, ebenfalls mit einer Laufzeit von 1 Stunde 20.

## Inhalt
Protagonistin des Stückes ist eine Frau namens Lotte, die gesellschaftlichen Anschluss sucht, aber immer wieder Zurückweisung erfährt. Das Stück behandelt das Thema Einsamkeit. Es zeigt, dass sich Menschen grundsätzlich nach Nähe sehnen, aber immer unfähiger werden über flüchtige Bekanntschaften hinaus dauerhafte Beziehungen zu unterhalten.

## Kritik
Zur Verfilmung äußerte sich der von einem „Experiment“ ausgehende Fischer Film Almanach 1981: Regisseur Stein habe versucht, „sich im Medium Film mit aller Verve zwischen Realismus und Surrealismus zu neuen, nur erahnbaren künstlerischen Dimensionen vorzutasten“. Auch wenn das Ergebnis beim Zuschauer Durchhaltevermögen voraussetze, seien die Ansätze „außerordentlich vielversprechend“.

## Sonstiges
Die sich im Personeninventar des Stücks befindende Rolle „Der Türke“ führte zu einer ersten Beschäftigungswelle türkischstämmiger Schauspieler an bedeutenderen bundesdeutschen Theatern. In der Inszenierung der Uraufführung wurde sie beispielsweise von Meray Ülgen verkörpert. Zuvor waren Darsteller türkischer Herkunft in der Bundesrepublik nur in kleinen, meist türkischsprachigen und daher von der deutschen Öffentlichkeit kaum beachteten Spielgruppen zu sehen gewesen.